# Avro Tutor
Avro Type 621 Tutor là một loại máy bay huấn luyện hai tầng cánh của Anh, do hãng Avro thiết kế chế tạo trong giai đoạn giữa hai cuộc đại chiến thế giới.

## Biến thể
Avro 621 Trainer (động cơ Mongoose)
Avro 621 Tutor (động cơ Lynx)
Avro 621 Tutor II
Avro 621
Avro 646 Sea Tutor

## Quốc gia sử dụng
Tiệp Khắc
- Không quân Tiệp Khắc

 Đan Mạch
- Hải quân Hoàng gia Đan Mạch

 Canada
- Không quân Hoàng gia Canada

 Đài Loan
- Không quân Cộng hòa Trung Hoa

 Iraq
- Không quân Iraq

 Ireland
- Quân đoàn Không quân Ireland

 Greece
- Không quân Hy Lạp

 Ba Lan
- Không quân Ba Lan

 South Africa
- Không quân Nam Phi

 Anh Quốc
- Không quân Hoàng gia

## Tính năng kỹ chiến thuật (Tutor)

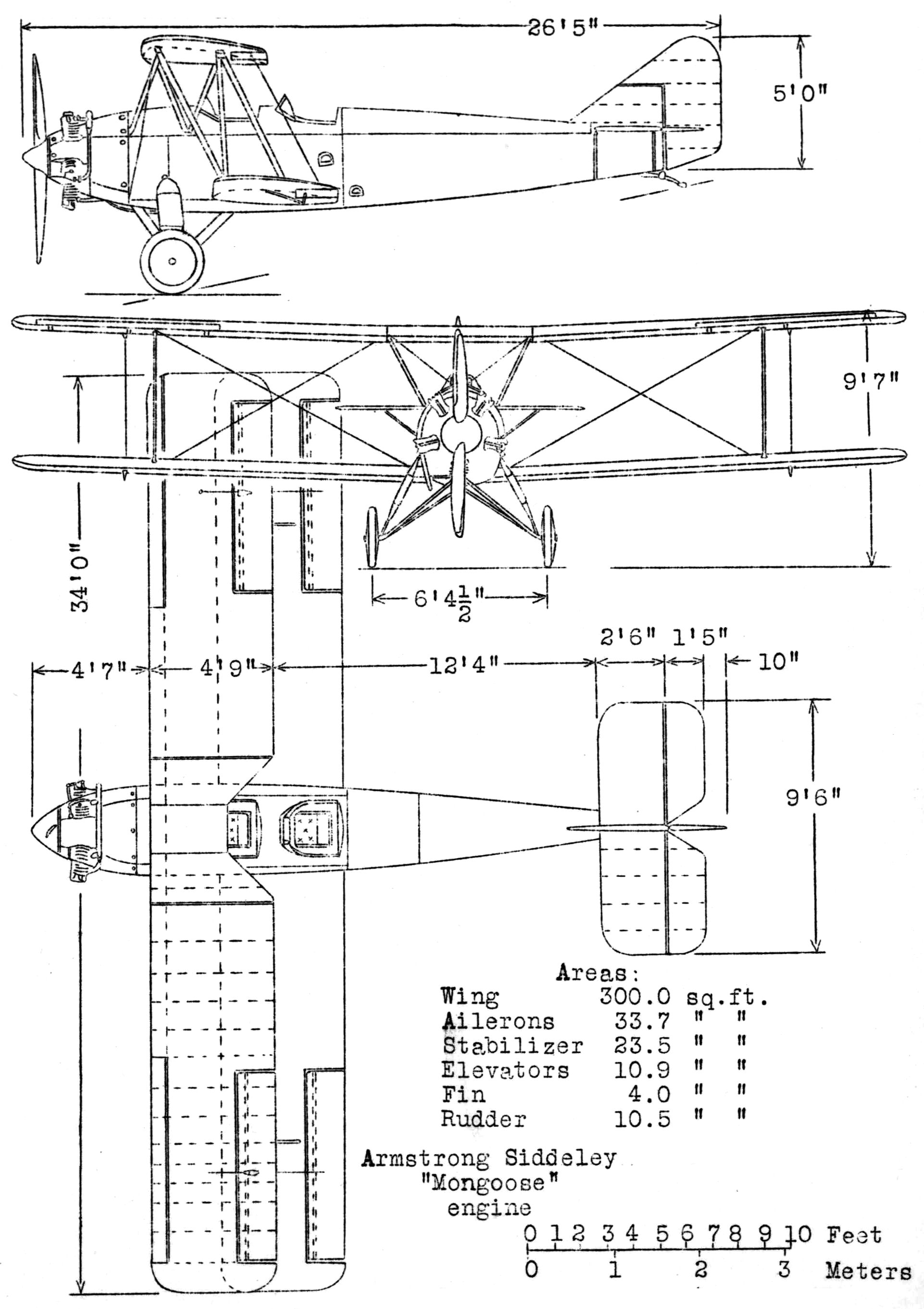
Avro 621 Trainer

Dữ liệu lấy từ Avro Aircraft since 1908 
Đặc điểm tổng quát
- Kíp lái: 2
- Chiều dài: 26 ft 4½ in (8,04 m)
- Sải cánh: 34 ft 0 in (10,36 m)
- Chiều cao: 9 ft 7 in (2,92 m)
- Diện tích cánh: 301 ft² (27,96 m²)
- Trọng lượng rỗng: 1.844 lb (836 kg)
- Trọng lượng có tải: 2.493 lb (1.131 kg)
- Động cơ: 1 × Armstrong Siddeley Lynx IVC, 240 hp (180 kW)

 Hiệu suất bay 
- Vận tốc cực đại: 104 kn (120 mph, 193 km/h)
- Vận tốc hành trình: 84 kn (97 mph, 156 km/h)
- Tầm bay: 250 mi (402 km)
- Trần bay: 16.000 ft (4.877 m)
- Vận tốc lên cao: 910 ft/s (4,6 m/s)